# Nebojša Stefanović
Nebojša Stefanović (in serbo Небојша Стефановић?; Belgrado, 20 novembre 1976) è un politico serbo.

## Biografia
Nasce il 20 novembre 1976 a Belgrado e crescendo a Novi Beograd.
Ha studiato alla Mihajlo Petrović Alas di Belgrado per poi laurearsi in Economia alla John Naisbitt University di Novi Beograd.
Nel 2004 inizia a lavorare presso la Interspeed Ltd come manager del marketing.
Nel 2008 diventa vice-direttore finanziario della Jabuka, un'azienda agricola.

### Carriera politica
Come membro del Partito Radicale Serbo, è stato consigliere dell'Assemblea Cittadina di Belgrado dal 2004 al 2008.
Nelle elezioni parlamentari del 2007 è stato eletto membro dell'Assemblea Nazionale serba.
Nelle elezioni del 2012, come rappresentante del Partito Progressista Serbo, è stato rieletto sia consigliere che membro dell'Assemblea Nazionale, per esser poi eletto come presidente.
Nelle elezioni del 2014 viene proposto come Ministro dell'Interno e Vice-Primo Ministro, cariche che saranno riconfermate anche nelle elezioni del 2016.

## Controversie
Il 1º giugno 2014 un gruppo di accademici serbi ha pubblicato un articolo sostenente che la tesi di dottorato di Stefanović era un plagio. Nello stese mese il Consiglio dell'università ha formato una commissione che più tardi stabilirà l'infondatezza delle accuse.